# Diphyus gradatorius
Diphyus gradatorius är en stekelart som först beskrevs av Carl Peter Thunberg 1822.  Diphyus gradatorius ingår i släktet Diphyus och familjen brokparasitsteklar. Arten är reproducerande i Sverige. Inga underarter finns listade i Catalogue of Life.